# Cathariostachys madagascariensis
Cathariostachys madagascariensis là một loài thực vật có hoa trong họ Hòa thảo. Loài này được (A.Camus) S.Dransf. mô tả khoa học đầu tiên năm 1998.